# Matt Serra
Matthew John Serra, född 2 juni 1974, är en amerikansk MMA-utövare och före detta mästare i UFC:s welterviktdivision. Serra började tidigt med Kung Fu och började sedan studera brasiliansk jiu-jitsu under Renzo Gracie på 1990-talet. 23 maj 2000 blev han den första amerikan att få svart bälte i brasiliansk jiu-jitsu under Renzo Gracie.
Innan MMA-karriären vann han bland annat Panamerikanska spelen i brasiliansk jiu-jitsu 1999 och kom trea i världsmästerskapen i brasiliansk jiu-jistu samma år. Han vann sedan sina tre första MMA-matcher innan han fick chansen i UFC på UFC 31 den 4 maj 2001 då han dock förlorade mot Shonie Carter. Han deltog senare i säsong 4 av realityserien The Ultimate Fighter där fighters som redan hade erfarenhet från UFC tävlade om att få gå en titelmatch. Serra besegrade Pete Spratt och Shonie Carter för att ta sig till finalen där han besegrade Chris Lytle 11 november 2006. Inför titelmatchen mot Georges St. Pierre var St.Pierre storfavorit, men Serra vann på knockout i första ronden och blev ny mästare i welterviktklassen.
Under säsong 6 av The Ultimate Fighter var Serra och Matt Hughes tränare i varsitt lag och tanken var att de skulle gå en match om Serras titel på UFC 79 efter att serien avslutats. Serra skadade dock ryggen och tvingades lämna återbud. Istället gick Hughes en match mot Georges St. Pierre om interim-titeln som St. Pierre vann. Interim-titeln skulle gälla som titel tills Serra återhämtat sig från skadan och kunde försvara sin titel. På UFC 83 19 april 2008 skulle Serra försvara sin titel mot St. Pierre men kanadensaren vann och återtog därmed titeln som Serra tidigare tagit ifrån honom. 23 maj 2009 (UFC 98) möttes till slut Serra och Hughes i en match som Hughes vann på domarbeslut.
Serra driver tillsammans med sin bror Nick två brasiliansk jiu-jitsu-skolor.